# Église de la Présentation-de-Marie-au-Temple (Kargopol)
L'église de la Présentation-de-Marie-au-Temple (en russe : Введенская церковь) est une église orthodoxe à une seule coupole, édifiée en pierre blanche à la fin du XVIIIe siècle début du XIXe siècle (1802-1803), dans la ville de Kargopol, dans l'oblast d'Arkhangelsk. Aujourd'hui, c'est le musée régional de la région qui s'y est installé. Depuis 2001, il a un statut de musée de la fédération de Russie. L'édifice a par ailleurs le statut de monument protégé au niveau de l'héritage culturel de la fédération de Russie sous le n° 291510177100046.

## Histoire
En 1812, c'est dans les sous-sols de cette église que les biens de la famille impériale ont été mis à l'abri pendant la prise de Moscou par Napoléon Bonaparte.  
En 1933, le musée d'histoire, d'architecture et des beaux-arts de la région de Kargopol a été transféré dans cette église. Aujourd'hui, c'est toujours la salle d'exposition centrale du même musée qui y est installée, mais le musée dispose d'autres lieux d'expositions. 

## Architecture et décoration

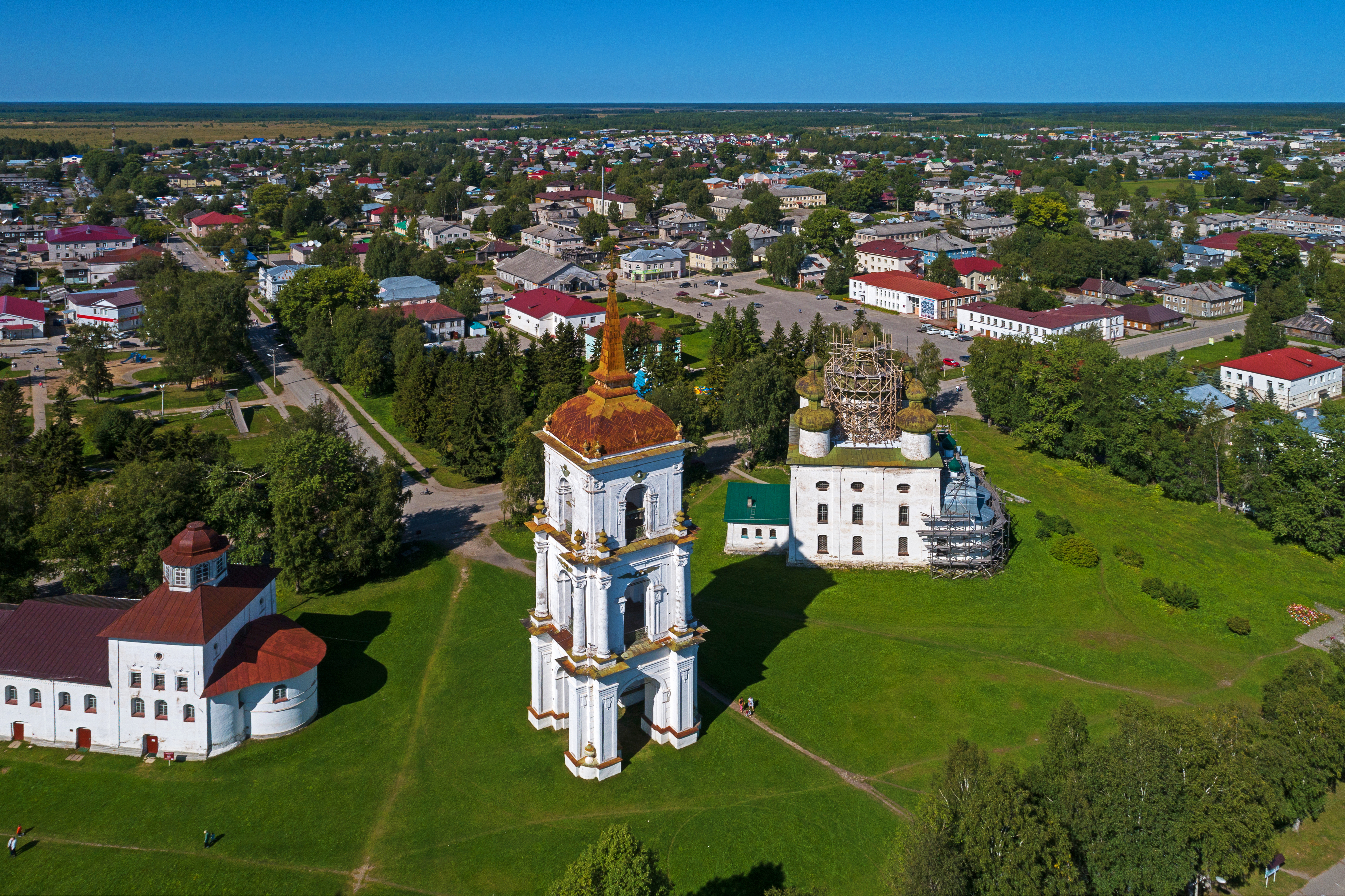
Kargopol : Place de la cathédrale

C'est un bâtiment à deux niveaux d'un style sévère, strict et ancien. Il est situé à côté du clocher-beffroi de la ville, de la cathédrale de la Nativité du Christ et de l'église Saint-Jean-Baptiste sur la place de la cathédrale.  